# Vicente Cañas
Vicente Cañas (Alborea, 22 d'octubre de 1939 - Mato Grosso, 6 d'abril de 1987) fou un missioner espanyol i germà jesuïta, reconegut per fer el primer contacte pacífic amb el poble indígena Enawené-nawé, l'any 1974. Els nadius van donar-li el nom de Kixwi. Com Chico Mendes o Wilson Pinheiro, va morir assassinat a mans de fazendeiros.

## Història
Cañas va entrar al noviciat l'any 1961. El 1966 arriba al Brasil i comença a treballar amb pobles indígenes del Brasil, com els Tapaiúnes i els Mÿky.
L'any 1974 contacta amb els Enawené-nawé i fa de vincle amb les autoritats per tal de protegir el seu territori, necessari per la seva supervivència. Malgrat rebre amenaces de mort de propietaris de terra i ramaders, aconseguí pressionar el govern perquè concedís oficialment l'ús de les terres a la tribu. Els indígenes continuaren reclamant l'ús d'una extensió de terra al Riu Preto, una àrea important de pesca, que s'havia omès en la demarcació oficial de les terres. La tribu va rebre nombroses amenaces de mort del lobby de grangers i ramaders locals.
La supervivència del poble Enawené-nawé i de la seva cultura es trobava sota amenaça constant. Un dels majors problemes als que s'enfrontaven era la instal·lació de 5 generadors hidroelèctrics al riu Juruena, que havien provocat la reducció de la pesca, la principal font d'aliment de la tribu. A causa d'açò, la celebració del festival Yakwa podia esdevenir impossible, posant en risc la seva rica tradició religiosa.
El religiós va viure amb ells més de deu anys, adoptant la seva manera de vida i ajudant-los amb els subministraments mèdics necessaris. Gràcies a la seva actuació, la població va experimentar un marcat creixement, passant de 97 individus a una població de per damunt dels 430.

## Assassinat
Entre el 6 i el 8 d'abril de 1987, un grup de grangers va entrar a la casa de Vicente Canas, propera a l'assentament dels Enawené-nawé, i l'apunyalaren fins a la mort. Subsegüentment, la investigació al seu assassinat ha estat marcada per la corrupció i la incompetència i cap del 6 sospitosos de l'assassinat van ser inicialment acusats.
El 2006 va començar a Cuiabá, capital de l'estat de Mato Grosso, el judici per l'assassinat, que va concloure amb l'absolució dels acusats. Un segon judici, l'any 2017 (30 després de la comissió del crim), va concloure amb la sentència a presó per un període de 14 anys i 3 mesos de Ronaldo Antônio Osmar (antic policia local), l'únic dels encausats que continuava viu.